# Lekkoatletyka na Letnich Igrzyskach Olimpijskich 1964 – sztafeta 4 × 100 m kobiet
Sztafetę 4 × 100 metrów kobiet podczas XVIII Letnich Igrzysk Olimpijskich w Tokio rozegrano 20 (eliminacje) i 21 października 1964 (finał) na Stadionie Olimpijskim w Tokio. Zwycięzcą została sztafeta Polski, która biegła w składzie: Teresa Ciepły, Irena Kirszenstein, Halina Górecka i Ewa Kłobukowska. Ustanowiła ona w finale rekord świata wynikiem 43,6 s. Jednak później, gdy Ewa Kłobukowska została pozbawiona prawa startu w konkurencjach kobiecych wskutek nietypowej konfiguracji chromosomów (zarzut niesłuszny z punktu widzenia współczesnej medycyny i test nie stosowany od wczesnych lat 1990.), IAAF usunęła rekord polskiej sztafety i uznała za rekordzistki świata srebrne medalistki – sztafetę Stanów Zjednoczonych, która uzyskała wynik 43,9 s.

## Rekordy
|                   | reprezentacja     | zawodniczki                                                           | czas | data                  | miejsce |
| ----------------- | ----------------- | --------------------------------------------------------------------- | ---- | --------------------- | ------- |
| Rekord świata     | Polska            | Maria Piątkowska, Irena Kirszenstein, Halina Górecka, Ewa Kłobukowska | 44,2 | 13 września 1964(dts) | Łódź    |
| Rekord świata     | Stany Zjednoczone | Willye White, Ernestine Pollards, Vivian Brown, Wilma Rudolph         | 44,3 | 15 lipca 1961(dts)    | Moskwa  |
| Rekord olimpijski | Stany Zjednoczone | Martha Hudson, Lucinda Williams, Barbara Jones, Wilma Rudolph         | 44,3 | 7 września 1960(dts)  | Rzym    |

## Wyniki
| Poz. - pozycja |
| – rekord świata \| – rekord krajowy \| – rekord życiowy \| = – wyrównany rekord życiowy \| · – najlepszy wynik w sezonie \| = – wyrównany najlepszy wynik w sezonie \| – rekord olimpijski |
| Fn – falstart \| DNF – nie ukończyła \| DNS – nie wystartowała \| DSQ – zdyskwalifikowana                                                                                                  |

### Eliminacje
15 sztafet przystąpiło do biegów eliminacyjnych. Rozegrano dwa biegi. Do półfinałów awansowały po cztery najlepsze sztafety w każdym biegu.

#### Bieg 1
| Poz. | Państwo          | Zawodniczki                                                        | Rezultat | Uwagi |
| ---- | ---------------- | ------------------------------------------------------------------ | -------- | ----- |
| 1    | Polska           | Teresa Ciepły, Irena Kirszenstein, Halina Górecka, Ewa Kłobukowska | 44,6     | Q     |
| 2    | Wielka Brytania  | Janet Simpson, Mary Rand, Daphne Arden, Dorothy Hyman              | 44,9     | Q     |
| 3    | ZSRR             | Galina Gajda, Renāte Lāce, Ludmiła Samotiosowa, Galina Popowa      | 44,9     | Q     |
| 4    | Australia        | Dianne Bowering, Marilyn Black, Margaret Burvill, Joyce Bennett    | 45,2     | Q     |
| 5    | Jamajka          | Adlin Mair-Clarke, Una Morris, Vilma Charlton, Carmen Smith        | 46,0     | [ 2 ] |
| 6    | Panama           | Delceita Oakley, Lorraine Dunn, Jean Mitchell, Marcela Daniel      | 47,6     |       |
| 7    | Korea Południowa | Park Hui-suk, Han Myeong-hui, Lee Hak-ja, Song Yang-Ja             | 50,1     |       |

#### Bieg 2
| Poz. | Państwo           | Zawodniczki                                                               | Rezultat | Uwagi |
| ---- | ----------------- | ------------------------------------------------------------------------- | -------- | ----- |
| 1    | Stany Zjednoczone | Willye White, Wyomia Tyus, Marilyn White, Edith McGuire                   | 44,8     | Q     |
| 2    | Niemcy            | Karin Frisch, Erika Pollmann, Martha Pensberger, Jutta Heine              | 45,0     | Q     |
| 3    | Węgry             | Erzsébet Bartos, Margit Nemesházi, Antónia Munkácsi, Ida Such             | 45,9     | Q     |
| 4    | Francja           | Marlène Canguio, Danielle Guéneau, Michèle Lurot, Denise Guénard          | 46,0     | Q     |
| 5    | Argentyna         | Margarita Formeiro, Susana Ritchie, Evelia Farina, Alicia Kaufmanas       | 46,7     |       |
| 6    | Japonia           | Reiko Ezoe, Ikuko Yoda, Etsuko Miyamoto, Takako Inoguchi                  | 47,0     |       |
| 7    | Filipiny          | Aida Molinos, Loretta Barcenas, Nelly Restar, Mona Sulaiman               | 48,8     |       |
| 8    | Tajlandia         | Preya Dechdumrong, Kusolwan Sorut, Budsabong Yimploy, Samruay Charonggool | 50,3     |       |

### Finał
| Poz. | Państwo           | Zawodniczki                                                        | Rezultat | Uwagi       |
| ---- | ----------------- | ------------------------------------------------------------------ | -------- | ----------- |
| 1    | Polska            | Teresa Ciepły, Irena Kirszenstein, Halina Górecka, Ewa Kłobukowska | 43,6     | [ a ] [ 3 ] |
| 2    | Stany Zjednoczone | Willye White, Wyomia Tyus, Marilyn White, Edith McGuire            | 43,9     | [ 1 ]       |
| 3    | Wielka Brytania   | Janet Simpson, Mary Rand, Daphne Arden, Dorothy Hyman              | 44,0     | [ 4 ]       |
| 4    | ZSRR              | Galina Gajda, Renāte Lāce, Ludmiła Samotiosowa, Galina Popowa      | 44,4     | [ 5 ]       |
| 5    | Niemcy            | Karin Frisch, Erika Pollmann, Martha Pensberger, Jutta Heine       | 44,7     |             |
| 6    | Australia         | Dianne Bowering, Marilyn Black, Margaret Burvill, Joyce Bennett    | 45,0     |             |
| 7    | Węgry             | Erzsébet Bartos, Margit Nemesházi, Antónia Munkácsi, Ida Such      | 45,2     |             |
| 8    | Francja           | Marlène Canguio, Danielle Guéneau, Michèle Lurot, Denise Guénard   | 46,1     |             |